# Caroline Chomienne
Caroline Chomienne est une réalisatrice et productrice française née le 5 novembre 1957 à Casablanca et morte le 10 septembre 2020 à Marseille,.

## Biographie
Le premier long métrage réalisé par Caroline Chomienne, Les Surprises de l'amour, est sorti en 1988.
Elle est membre du collectif 50/50 qui a pour but de promouvoir l’égalité des femmes et des hommes et la diversité dans le cinéma et l’audiovisuel,.

## Filmographie

### Courts métrages
- 1983 : Un tournage de Raul Ruiz (coréalisatrice : Françoise Pasquini)
- 2001 : Lettre à Ahmat
- 2016 : Cours plus vite que la vie

### Longs métrages
- 1988 : Les Surprises de l'amour
- 1996 : Des lendemains qui chantent
- 2002 : Freestyle (présenté au festival de Cannes 2001 dans la sélection de l'ACID)[6]
- 2005 : Antigone sans terre
- 2016 : Véra
- 2018 : La Leçon de danse
- 2018 : Cuba no, Cuba si